# Jean-François-Paul Le Fèvre de Caumartin

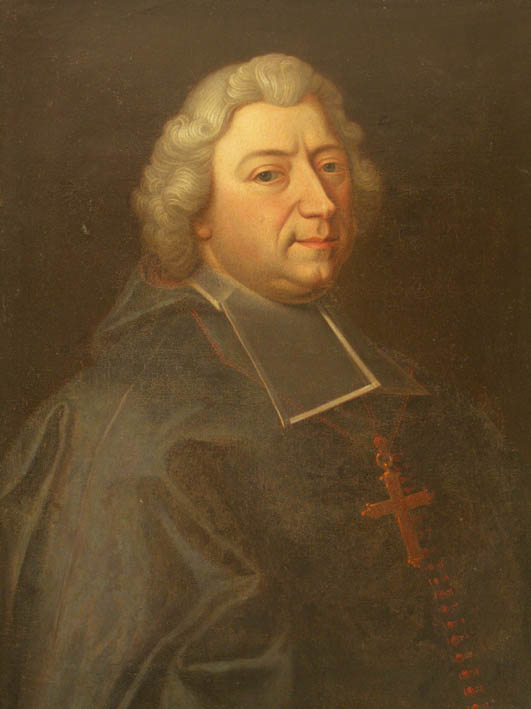
Jean-François-Paul Le Fèvre de Caumartin

Jean-François-Paul Le Fèvre de Caumartin (auch: Abbé de Caumartin; * 16. Dezember 1668 in Châlons-sur-Marne; † 30. August 1733 in Blois) war ein französischer Kommendatarabt, Bibliothekar, römisch-katholischer Bischof und Mitglied der Académie française. 

## Leben und Werk
Caumartins Vater war in Châlons-sur-Marne Regionalminister (intendant) des Königs. Sein Taufpate  war Kardinal de Retz. Im Alter von 7 Jahren wurde er Kommendatarabt der Zisterzienserabtei Buzay. Er galt als geistiges Wunderkind und bekam eine Privatausbildung auf höchstem Niveau. Er wurde 1693 zum Priester geweiht, als Bibliothekar des Königs angestellt und 1694 in die Académie française (Sitz Nr. 35) gewählt. Er war vielseitig wissenschaftlich interessiert, war berühmt für seine Büchersammlung und wurde 1701 als Ehrenmitglied auch in die neu konstituierte Académie des Inscriptions et Belles-Lettres gewählt.
Seine Kirchenkarriere führte nach dem Doktorat in Theologie (1697) über das Generalvikariat in Tours auf den Bischofssitz von Vannes (1718–1719) und schließlich von Blois (1720–1733). Außer Akademiereden und Gelegenheitsschriften aus der Kirchenverwaltung hinterließ er keine Veröffentlichungen.